# Cá nóc sừng bụng tròn
Cá nóc sừng bụng tròn, hay cá nóc hòm bụng lồi, danh pháp là Lactoria diaphana, là một loài cá biển thuộc chi Lactoria trong họ Cá nóc hòm. Loài này được mô tả lần đầu tiên vào năm 1801.

## Từ nguyên
Tính từ định danh diaphana bắt nguồn từ diaphanḗs (διαφανής) trong tiếng Hy Lạp cổ đại có nghĩa là "trong suốt/trong mờ", có lẽ loài cá này được mô tả từ một mẫu vật còn nhỏ có thân hình trong suốt.

## Phạm vi phân bố và môi trường sống
Từ Swakopmund (Namibia) ở Đông Nam Đại Tây Dương, cá nóc sừng bụng tròn có phân bố rộng khắp khu vực Ấn Độ Dương - Thái Bình Dương, trải rộng đến tận Đông Thái Bình Dương; giới hạn phía nam đến Úc, quần đảo Kermadec và New Zealand; phía bắc đến bờ đông nam Nga, bán đảo Triều Tiên và Trung Nhật Bản; phía đông từ bang California (Hoa Kỳ) xuống đến Chile (gồm cả đảo Phục Sinh). Loài này cũng xuất hiện tại vùng biển Việt Nam.
Cá nóc sừng bụng tròn sống tập trung trên các rạn san hô, nền đáy bùn, cát và bãi đá ở độ sâu khoảng từ 8 đến ít nhất là 50 m; cá con có thể tiến vào khu vực cửa sông.

## Mô tả
Chiều dài cơ thể lớn nhất được ghi nhận ở cá nóc sừng bụng tròn là 34 cm. Cá có màu nâu vàng. Thân và bắp đuôi có những chấm nhỏ màu nâu đen. Gờ lưng nhô thấp, có một gai nhỏ nhưng sắc. Bụng không có dạng phẳng mà lồi tròn rõ rệt. Vây đuôi lồi tròn, chiều dài bằng 1–1,9 lần chiều dài bắp đuôi.
Số tia vây ở vây lưng: 9; Số tia vây ở vây hậu môn: 9; Số tia vây ở vây ngực: 10–11; Số tia vây ở vây đuôi: 10.

## Sinh thái
Một con cá nóc sừng bụng tròn đực thường sống với hai con cá cái trong hậu cung. Trứng của chúng lớn và nổi, với cụm giọt dầu được bọc trong màng đệm. Khi mới nở, cá bột phát triển tốt, tròn và được bọc trong một túi da. Túi biến mất và các tấm da hình thành trước khi dây sống cong lại.
Thức ăn của cá nóc sừng bụng tròn là các loài thủy sinh không xương sống tầng đáy.

## Thương mại
Cá nóc sừng bụng tròn không có giá trị thực phẩm, nhưng có thể nuôi làm cá cảnh.